# D-Flex
David "D-Flex" Seisay, född 3 juli 1967 i Helsingborg, är en svensk tränare och artist, låtskrivare, författare och entreprenör. Han blev känd som rappare i Rob'n'Raz under 1990-talet men har även en lång karriär som personlig tränare. Med B Boys International medverkade han i Melodifestivalen 2005. 2013 släppte han träningsboken 'Träna med DFlex - Stjärnornas PT'.

## Biografi
David Seisay föddes 1967 i Helsingborg som son till en västafrikansk diplomat och en journalist som tillhör den svenska adeln. Han flyttade till USA som tvååring och växte upp i New York.

## Musik
D-Flex bestämde att han skulle bli rappare när han var tjugo år och flyttade till Stockholm där han fick kontakt med Denniz Pop och andra musikproducenter. Snart var Jonas Siljemark hans manager och karriären tog fart. Tidigt i musikkarriären kallade han sig MC Stranger. Hans första singel Love 4 Love  var en duett med Leila K producerad av Rob'n'Raz och var uppföljaren till hennes internationella genombrott Got To Get.

### Rob'n'Raz DLC
Samarbetet med Rob'n'Raz fortsatte med Lutricia McNeal. 1992 bildade de gruppen Rob'n'Raz DLC och spelade in plattan Clubhopping. DLC stod för David, Lutricia Combination. De turnerade i Sverige och Europa med bland andra Ace of Base, Dr. Alban och DJ Bobo. McNeal lämnade gruppen och gjorde solokarriär medan David Seisay som bytte namn till D-Flex fortsatte med Rob'n'Raz och medverkade på skivorna Spectrum (1993) och Circus (1996).
År 1998 medverkade han på singeln Close To You med systrarna Hanna och Magdalena Graaf.

### Stargate
År 1999 började han skriva musik tillsammans med de norska producenterna Stargate som skriver och producerar låtar åt andra musikartister som Beyonce, Shakira, Rihanna, Ne-Yo och Chris Brown. Med Stargate medverkade han på Samantha Mumbas singel Always Come Back To Your Love. Sedan flyttade han till London där han och sångerskan Anne Judith Stokke spelade in två singlar med Stargate: Wilder (2001) och Easier Said Than Done (2002) som släpptes i England. Gruppen uppträdde på Wembley Stadium 2002.

### Melodifestivalen 2005
År 2005 skrev han låten One Step closer To You tillsammans med Peter Thelenius, Niclas Arn, Karl Eurén och Gustav Eurén. Låten nådde plats nummer 19 på den svenska trackslistan och blev B Boys Internationals bidrag till Melodifestivalen 2005 där han även uppträdde med gruppen.

### Basic Element
D-Flex började skriva låtar tillsammans med Peter Thelenius redan 1997. Tre av dem, Bright Light City, Take Your Time och I Really Want To, hamnade på skivan Trust Then Pain som nådde plats nummer 10 på trackslistan.
Samarbetet med Thelenius fortsatte och 2009 skrev de hitlåten Touch You Right Now tillsammans med Charlie King, Jonas Wesslander och Tomas Kollder.

## Personlig träning
D-Flex är bland annat känd som mannen som tränade upp Mikael Persbrandt inför filmen Hamilton – I nationens intresse. Persbrandt blev vald till årets kropp 2012.
Innan dess hade han arbetat som personlig tränare i tjugo år. Under tiden då han spelade in låtar med Rob'n'Raz blev han rastlös under dagarna, och eftersom han kommit på ett bra sätt att gå ned i vikt medan de turnerade föddes hans företagsidé att jobba som personlig tränare under dagarna. Med hjälp av managern Jonas Siljemark fick han sin första klient Denniz Pop. Snart tränade han andra kändisar som ville komma i form eller banta, Kayo, Annika Duckmark, Michael Bindefeldt, Papa Dee, Dr. Alban, Max Martin och Carola. Han blev tränare till alla deltagarna i Fröken Sverige under tävlingen. Som personlig tränare har han också tränat professionella idrottare från Allsvenskans fotboll och Sveriges boxningslag. 1998 släppte han workout-videon Personal Best.
Han utvecklade sin träningsmetod med klienter som Marie Serneholt, Carolina Gynning, Andreas Wilson, Axwell, Jonas Hallberg, Lukasz Gottwald, Andrea Myrander och Joakim Nätterqvist.
Under sena 1990-talet var han kost- och träningsråd på Elle. År 2013 blev han hälsobloggare på Aftonbladet Wellness där han skriver om bantning, fettförbränning och motivation.

## Diskografi

### Album
| År   | Singel                                          | Grupp                   | Listplacering |
| ---- | ----------------------------------------------- | ----------------------- | ------------- |
| 1990 | Rob'n'Raz feat. Leila K                         | Rob'n'Raz feat. Leila K | -             |
| 1992 | Clubhopping - The Album                         | Rob'n'Raz DLC           | -             |
| 1993 | Spectrum                                        | Rob'n'Raz DLC           | -             |
| 1993 | Clubhopping - The Album (International Edition) | Rob'n'Raz DLC           | -             |
| 1993 | Circus                                          | Rob'n'Raz Circus        | -             |

### Singlar
| År   | Singel                      | Grupp                      | Listplacering |
| ---- | --------------------------- | -------------------------- | ------------- |
| 1991 | Love 4 Love                 | Leila K feat. D-Flex       | ?             |
| 1992 | Clubbhopping                | Rob'n'Raz DLC              | 5             |
| 1992 | Bite The Beat/6 Minutes     | Rob'n'Raz DLC              | 5             |
| 1992 | Higher                      | Rob'n'Raz DLC              | ?             |
| 1992 | Love You Like I Do          | Rob'n'Raz DLC              | ?             |
| 1992 | Big City Life               | Rob'n'Raz DLC              | ?             |
| 1992 | Dancing Queen               | Rob'n'Raz DLC              | 2             |
| 1993 | In Command                  | Rob'n'Raz DLC              | 1             |
| 1994 | Power House                 | Rob'n'Raz DLC              | 12            |
| 1995 | Mona Lisa                   | Rob'n'Raz featuring D-Flex | ?             |
| 1996 | Whose Dog Is Dead?          | Rob'n'Raz featuring D-Flex | 7             |
| 1996 | Take A Ride                 | Rob'n'Raz featuring D-Flex | 8             |
| 1996 | Throw Your Hands In The Air | Rob'n'Raz featuring D-Flex | ?             |

### D-Flex solosinglar
| År   | Singel                     | Artist | Listplacering |
| ---- | -------------------------- | ------ | ------------- |
| 1999 | Friday Night (Is Here)     | D-Flex | ?             |
| 2000 | Don't Disrespect (My Love) | D-Flex | ?             |

### Stargate
| År   | Singel                | Grupp                | Listplacering |
| ---- | --------------------- | -------------------- | ------------- |
| 2002 | Easier Said Than Done | Stargate             | ?             |
| 2001 | Wilder                | Stargate feat. Tyler | 5             |

### Tillsammans med andra
| År   | Singel                        | Grupp                                      | Listplacering |
| ---- | ----------------------------- | ------------------------------------------ | ------------- |
| 2009 | Touch You Right Now           | Basic Element featuring D-Flex             | 10            |
| 2005 | One Step Closer To You        | B Boys International feat. Paul M & Petrus | 19            |
| 2001 | Always Come Back to Your Love | Samantha Mumba feat. D-Flex                | ?             |
| 1998 | Close To You                  | Graaf feat. D-Flex                         | ?             |